# Koji Inada (futbolista)
Koji Inada (futbolista) (稲田 康志 Inada Koji?, nacido el 19 de junio de 1985 en Osaka) es un futbolista japonés que se desempeña como guardameta.

## Trayectoria

### Clubes
| Club            | País  | Año         |
| --------------- | ----- | ----------- |
| Roasso Kumamoto | Japón | 2008 - 2010 |
| Kashiwa Reysol  | Japón | 2010 - 2016 |
| Albirex Niigata | Japón | 2017        |

## Estadística de carrera

### J. League
| Club            | Año   | J. League | J. League | Copa J. League | Copa J. League | Total | Total |
| Club            | Año   | Part.     | Goles     | Part.          | Goles          | Part. | Goles |
| --------------- | ----- | --------- | --------- | -------------- | -------------- | ----- | ----- |
| Roasso Kumamoto | 2008  | 0         | 0         | -              | -              | 0     | 0     |
| Roasso Kumamoto | 2009  | 12        | 0         | -              | -              | 12    | 0     |
| Roasso Kumamoto | 2010  | 0         | 0         | -              | -              | 0     | 0     |
| Kashiwa Reysol  | 2010  | 0         | 0         | -              | -              | 0     | 0     |
| Kashiwa Reysol  | 2011  | 0         | 0         | 0              | 0              | 0     | 0     |
| Kashiwa Reysol  | 2012  | 4         | 0         | 0              | 0              | 4     | 0     |
| Kashiwa Reysol  | 2013  | 2         | 0         | 0              | 0              | 2     | 0     |
| Kashiwa Reysol  | 2014  | 0         | 0         | 0              | 0              | 0     | 0     |
| Kashiwa Reysol  | 2015  | 0         | 0         | 0              | 0              | 0     | 0     |
| Kashiwa Reysol  | 2016  | 0         | 0         | 0              | 0              | 0     | 0     |
| Albirex Niigata | 2017  | 0         | 0         | 0              | 0              | 0     | 0     |
| Total           | Total | 18        | 0         | 0              | 0              | 18    | 0     |

## Palmarés

### Títulos nacionales
| Título             | Club           | País  | Año  |
| ------------------ | -------------- | ----- | ---- |
| J2 League          | Kashiwa Reysol | Japón | 2010 |
| J1 League          | Kashiwa Reysol | Japón | 2011 |
| Copa del Emperador | Kashiwa Reysol | Japón | 2012 |
| Copa J. League     | Kashiwa Reysol | Japón | 2013 |